# La Flor
La Flor is een Argentijnse film geschreven en geregisseerd door Mariano Llinás. Met een speelduur van 868 minuten (inclusief pauzes) is het de langste film in de geschiedenis van de Argentijnse cinema en een van de langste speelfilms ooit. De film is een coproductie van filmmaatschappij El Pampero Cine en toneelgezelschap Piel de Lava, bestaande uit actrices Elisa Carricajo, Valeria Correa, Pilar Gamboa, Laura Paredes. De film ging op 18 april 2018 in première op het Buenos Aires International Festival of Independent Cinema en speelde in 2019 op het International Film Festival Rotterdam, dat de film ook in Nederland distribueert.

## Structuur en plot
La Flor bestaat uit zes episodes en wordt vertoond in drie delen. De film opent met regisseur Mariano Llinás die de structuur uitlegt: de eerste vier episodes hebben een begin, maar eindigen 'in medias res', de vijfde heeft als enige een begin én een einde, en de zesde en laatste heeft geen duidelijk begin, maar wel een einde. Elke episode kent een andere verhaallijn, andere personages en andere filmgenres, maar de vier vaste actrices zijn in vijf van de zes te zien. Hiermee kan de film worden gezien als een anthologiefilm. In de film zijn op gezette tijden pauzes geplaatst.
Parte 1 duurt 220 minuten en omvat de eerste twee episodes. De eerste is een B-film over een groep wetenschappers die een vervloekte mummie vindt. De tweede mengt een dramafilm over een muzikaal duo dat ondanks hun verbroken relatie toch een duet op gaat nemen met een misdaadverhaal over een schimmige organisatie die een uitgestorven gewaande schorpioen gebruikt om een onsterfelijkheidsserum te ontwikkelen.
Parte 2 is met 313 minuten het langste en omvat episode drie. Dit is een spionagefilm over een groep Frans sprekende vrouwelijke spionnen die met een gijzelaar richting een vliegveld bewegen "ergens in Zuid-Amerika ergens in de jaren 80". Voordat ze de confrontatie aangaan met een andere groep spionnen (eveneens vrouwen) zien we van alle vier een uitgebreid achtergrondverhaal.
Parte 3 duurt 290 minuten en omvat de laatste drie episodes en een uitgebreide aftiteling. Episode vier is onder meer een meta-verhaal over een filmmaker die een zeer complexe film wil maken en die, terwijl zijn actrices een compleet script eisen, voornamelijk bomen gaat filmen. Als de filmmaker op mysterieuze wijze verdwijnt ontpopt zich een detectiveverhaal waarin de 18e-eeuwse Italiaanse vrouwenversierder Giacomo Casanova een rol speelt. Episode vijf is een korte herfilming van Jean Renoirs stomme zwart-witfilm Partie de campagne. De eveneens korte episode zes is gebaseerd op het dagboek van een Britse vrouw uit de 19e eeuw die terugkeert in de 'beschaafde wereld' na jaren als gevangene in de Patagonische wildernis te hebben geleefd. Tijdens de zo'n half uur durende aftiteling zien we de crew aan het werk.

## Productie
Mariano Llinas ontmoette de actrices van Piel de Lava in 2005 na het zien van het toneelstuk 'Neblina' ('Mist'). Ze stelden voor om dit stuk te verfilmen. Nadat ze aan het stuk werkten veranderde het idee in de richting van een film bestaande uit meerdere films. De titel La Flor (Spaans voor De Bloem) staat voor de vorm waarin de zes episodes aan elkaar verbonden zijn. Het filmen gebeurde chronologisch en begon in 2009. Tussen 2011 en 2016 werd episode drie gefilmd. In tegenstelling tot de eerste twee episodes had dit deel geen vastomlijnd script. De film is opgenomen in onder meer Argentinië, Colombia, Nicaragua, Honduras, Engeland, Frankrijk, Duitsland, Hongarije, Bulgarije, Rusland, en Mongolië.
Parte 1 en Parte 3 zijn overwegend in het Spaans gesproken, Parte 2 is grotendeels in het Frans en Engels, met voice-over in het Spaans. Daarnaast zijn er kortere stukken in het Catalaans, Quechua, Italiaans, Duits, Zweeds, Russisch en Mandarijn.

## Release
Terwijl de film nog in productie was kwam Parte 1 al uit in 2016 en werd toen vertoond onder meer op het internationaal filmfestival van Mar del Plata en het International Film Festival Rotterdam 2017 waar het de Hubert Bals Fund Audience Award won. De volledige film was voor het eerst te zien in april 2018 op het Buenos Aires International Festival of Independent Cinema en won aldaar de prijs voor 'Best Film' en de theatergroep Piel de Lava won 'Best Female Performance'. In 2019 speelden alle drie de delen op het International Film Festival Rotterdam waar het opnieuw de Hubert Bals Fund Audience Award won, dit keer voor Parte 2. De film was ook te zien op het internationaal filmfestival van Locarno, het internationaal filmfestival van Toronto en het New York Film Festival.

## Ontvangst

### Recensies
Op Rotten Tomatoes geeft 94% van de 17 recensenten de film een positieve recensie, met een gemiddelde score van 8,75/10. Website Metacritic komt tot een score van 77/100, gebaseerd op 8 recensies, wat staat voor "generally favorable reviews" (over het algemeen gunstige recensies)
Keith Uhlich van Slant Magazine gaf de film een perfecte score. Ook Kevin Toma gaf in de Volkskrant vijf sterren. De Filmkrant kopte "grootse cinefiele bloemlezing".

### Prijzen en nominaties
De film won 6 prijzen en werd 12 keer genomineerd. Een selectie:
| Jaar | Evenement                      | Categorie                | Genomineerde                           | Resultaat   |
| ---- | ------------------------------ | ------------------------ | -------------------------------------- | ----------- |
| 2019 | Cóndor de Plata (67ste editie) | Beste film               | La flor                                | Genomineerd |
| 2019 | Cóndor de Plata (67ste editie) | Beste regisseur          | Mariano Llinás                         | Genomineerd |
| 2019 | Cóndor de Plata (67ste editie) | Beste origineel scenario | Mariano Llinás                         | Gewonnen    |
| 2019 | Cóndor de Plata (67ste editie) | Beste camerawerk         | Agustín Mendilaharzu                   | Genomineerd |
| 2019 | Cóndor de Plata (67ste editie) | Beste montage            | Alejo Moguillansky, Agustín Rolandelli | Genomineerd |
| 2019 | Cóndor de Plata (67ste editie) | Beste artdirector        | Laura Caligiuri                        | Genomineerd |
| 2019 | Cóndor de Plata (67ste editie) | Beste filmmuziek         | Gabriel Chwojnik                       | Genomineerd |
| 2019 | Cóndor de Plata (67ste editie) | Beste kostuums           | Carolina Sosa Loyola, Flora Caligiuri  | Genomineerd |
| 2019 | Cóndor de Plata (67ste editie) | Beste make-up            | Alberto Moccia                         | Genomineerd |